# Околофутбола
«Околофутбола» — российский художественный фильм режиссёра Антона Борматова, снятый кинокомпаниями СТВ и «Фронт Лайн Студио» при поддержке «Фонда кино» в 2013 году.

## Сюжет
В центре сюжета — история группировки («фирмы») спартаковских хулиганов Skullhead Crew и четверых друзей, её лидеров. Университетский преподаватель — интеллигент Егор Толокнов по прозвищу Тичер, автослесарь и поборник здорового образа жизни Ярый, весельчак и бабник — бизнесмен Мажор, диджей и любитель кайфа Бритва. Тичер озабочен проблемой: последние несколько «стрелок» с разными вражескими «фирмами» (фанатов «Зенита», ЦСКА, «Динамо», «Локомотива»), проходящие в секретном месте и секретное время, заканчиваются одним и тем же — в самый разгар драки внезапно появляется ОМОН и «накрывает» обе группы. Значит, кто-то в «фирме» оказался предателем и «стучит» в полицию.
Параллельно развивается любовная линия: в Тичера влюбляется Таисия — невеста его близкого друга и соратника Мажора, и тот разрывается между любовью и боевым братством.
Когда «фирма» решает выступить против кавказцев, которые избили брата одного из хулиганов, против выступает только Тичер. Из-за этого он ссорится с Мажором и уходит. Он встречает Таисию, после бурного объяснения они занимаются сексом, в то самое время как «фирма» громит и сжигает кафе, принадлежащее кавказцам.
На другой день убивают Ярого, неформального лидера «фирмы», который заметил при рукопожатии с Бритвой в кармане последнего наркотики, полученные от «Аслана» (кавказца). Ярый начал предъявлять и избивать кавказца и в итоге получил пулю. Убийцей оказывается полицейский под прикрытием, поэтому убийство грозят повесить на Бритву. Выясняется, что именно он и был «крысой». Офицер, занимающийся футбольными хулиганами, предлагает ему сделку: Бритва сдаёт товарищей, а дело «спускают на тормозах». Тот соглашается, выдаёт место следующей драки и уходит.
После смерти Ярого лидером «фирмы» становится Тичер. Он узнает, что убийца — агент полиции, и решает отомстить «ментам». После матча ЦСКА — «Спартак» «фирмы» клубов-соперников встречаются (их уже ждёт полиция), но вместо драки братаются и нападают на ОМОН.
Лидеры «фирмы» попадают под суд, Тичеру дают пять лет колонии общего режима, Мажору и остальным — по году условно. Позже Бритва умирает от передозировки наркотиков, которую провоцируют другие бойцы фирмы в качестве мести за предательство.

## В ролях
| Актёр                | Роль                            |
| -------------------- | ------------------------------- |
| Александр Ратников   | Тичер                           |
| Григорий Иванец      | Бритва                          |
| Иван Фоминов         | Ярый                            |
| Павел Ерлыков        | Мажор                           |
| Дарья Мингазетдинова | Таисия                          |
| Сергей Шнырёв        | оперуполномоченный «Центра «Э»» |
| Валерий Баринов      | отец Тичера                     |
| Елена Симонова       | мать Тичера                     |
| Юлия Маньковская     | Дарья, подруга Таисии           |
| Николай Шрайбер      | продавец в фан-магазине         |
| Евгений Березин      | Слон, лидер фанатов ЦСКА        |
| Максим Белбородов    | Зонтик                          |

| Актёр                      | Роль                   |
| -------------------------- | ---------------------- |
| Владимир Колосов           | Стрем                  |
| Станислав Лесной           | полковник ФСБ          |
| Никита Кукушкин            | Малой, брат Ярого      |
| Егор Бакулин               | динамовский скаут Петя |
| Инесса Захарова            | девушка-скаут          |
| Олег Байкулов              | Аслан                  |
| Андрей Филиппак            | судья                  |
| Владимир Царулков          | футболист «Спартака»   |
| Игорь Новосёлов            | футболист «Спартака»   |
| Андрей «Бледный» Позднухов | камео                  |
| Антон «Ант» Завьялов       | камео                  |
| Сергей «Паук» Троицкий     | камео                  |

## Производство
Кинокомпания СТВ приступила к съёмкам фильма «Околофутбола» 11 сентября 2012 года. Генеральный продюсер картины Сергей Сельянов поделился особенностями нового проекта:

«— Почти у всех героев фильма есть прототипы. Дмитрий Лемешев, сценарист фильма, когда работал над сценарием, встречался с этими людьми, наши актёры так же много работали с ними перед началом съёмок. Собственно, сценарий написан на основе реальных событий, которые происходили совсем недавно, и о которых вы наверняка слышали… В этой достоверности и есть особенность этой истории. Этим она и цепляет. Особый мир с очень сильной энергетикой, которой почти нет в современном обществе. Это не футбольные фанаты, которые ходят поболеть на стадион и не пропускают ни одной игры. Нет, здесь другое. Раньше на Руси были кулачные бои, сейчас происходят вот такие столкновения, такой страшный выплеск энергии, и он как наркотик. Про „околофутбола“ написано много книг, статей во всём мире, да и фильмов немало снято, но кажется, не ошибусь, если скажу, что у нас на эту тему ещё не снимали».

Фильм основан на реальных событиях.
Фанатская группировка героев фильма называется Skullhead Crew. Её прототипом стала реальная спартаковская группировка Flint’s Crew, одна из первых в стране. Некоторые её участники и явились соавторами оригинального сценария.
Автор сценария Дмитрий Лемешев до этого работал на съёмках фильма «Вдоль ночных дорог», также повествующего о футбольных фанатах.
Первый эпизод фильма, в котором по сюжету фанатская драка происходит на московской станции метро Коньково, снимался в ноябре 2012 года в Нижнем Новгороде на станции Парк Культуры. Сцена с исполнением хардбаса снималась в Петербурге на площади Восстания. Остальные сцены снимались в Москве и Подмосковье.
В ролях второго плана хулиганов играют настоящие представители фанатских группировок «Спартака», ЦСКА, «Зенита», московского «Динамо», которые и в фильме дерутся за те же самые клубы. В фильме также снялись хулиганы «Торпедо», ФК «Нижний Новгород», «Волги», «Орла» и «Балтики».
Эпизод с футбольным матчем «Спартак» — ЦСКА снят на настоящем дерби 7 октября 2012 года. По фильму действие происходит в Кубке России, на самом же деле это был матч чемпионата. Официально «Спартак» в этом матче проиграл 0:2, но по фильму не засчитанный в реальной игре гол Дзюбы при помощи монтажа и компьютерной графики превратили в засчитанный.
Съёмки фильма закончились в ноябре 2012 года.

## Выход на экран
Премьера фильма «Околофутбола» состоялась в «КАРО ФИЛЬМ Октябрь» 23 сентября 2013 года. В широкий прокат фильм вышел 26 сентября того же года, собрав за первые выходные чуть меньше 1,5 миллионов долларов.

## Саундтрек
- Motörhead — Smiling Like a Killer — 2:46
- Weloveyouwinona — Anyway — 4:37
- Kasabian — Club Foot — 3:34
- Arctic Monkeys — Old Yellow Bricks — 3:13
- Filter — Happy Together — 3:03
- Bassnectar — Pennywise Tribute — 4:35
- Male Factors — ХулиганSKAя — 3:44
- 25/17 п.у. Саграда — Внутри разбитой головы — 3:44
- ЯйцЫ Fаберже — Все на футбол! — 3:01
- Clown's Ball — Жизнь на московских окраинах — 2:44
- Clown's Ball — A.C.A.B. — 1:45
- Татьяна Ларина, Сергей Старостин — Речка (из х/ф «Свои»)
- Skrillex ft. Sirah — Kyoto — 3:14
- Feduk — ОколоФутбола — 1:56
- E.S. Posthumus — Moonlight Sonat — 5:30
- Школа Танцев Хардбаса — Наш Гимн — 3:36
- ROIK — My freedom — 2:37
- Monty — Нас замыкали берега — 2:36

## Отзывы
Фильм получил смешанные отзывы. Так на Санкт-Петербургском международном кинофестивале, где состоялась премьера, лента была исключена из конкурса жюри во главе с Сергеем Бодровым-старшим: «Жюри единогласно постановило исключить одну картину из обсуждения. Эта картина называется „Околофутбола“. Жюри не согласно с позицией авторов картины и считает, что это идёт вразрез с нашими представлениями о моральных ценностях и правами человека на защиту его жизни».